# Aillant-sur-Tholon
Aillant-sur-Tholon ist eine Commune déléguée in der französischen Gemeinde Montholon mit 1.630 Einwohnern (Stand 1. Januar 2022) im Département Yonne in der Region Bourgogne-Franche-Comté; sie gehört zum Arrondissement Auxerre und zum Kanton Charny.
Die Gemeinde Aillant-sur-Tholon wurde am 1. Januar 2017 mit Champvallon, Villiers-sur-Tholon und Volgré zur neuen Gemeinde Montholon zusammengeschlossen.

## Geographie
Aillant-sur-Tholon liegt etwa 20 Kilometer nordwestlich von Auxerre am Tholon. Umgeben wurde die Gemeinde Aillant-sur-Tholon von den Nachbargemeinden Villiers-sur-Tholon im Norden, Laduz im Nordosten, Poilly-sur-Tholon im Osten, Chassy im Süden sowie La Ferté-Loupière im Westen und Nordwesten.
Durch das Gebiet der ehemaligen Gemeinde führt die frühere Route nationale 455 (heutige D955).

## Bevölkerungsentwicklung
| Jahr                      | 1962 | 1968 | 1975 | 1982 | 1990 | 1999 | 2006 | 2013 |
| Einwohner                 | 1048 | 1146 | 1281 | 1388 | 1487 | 1454 | 1416 | 1399 |
| Quelle: Cassini und INSEE |      |      |      |      |      |      |      |      |

## Sehenswürdigkeiten
- Menhir La Pierre-Fitte
- Kirche Saint-Martin, 1867 erbaut, seit 1962 Monument historique
- Einsiedlerkapelle Sainte-Anne

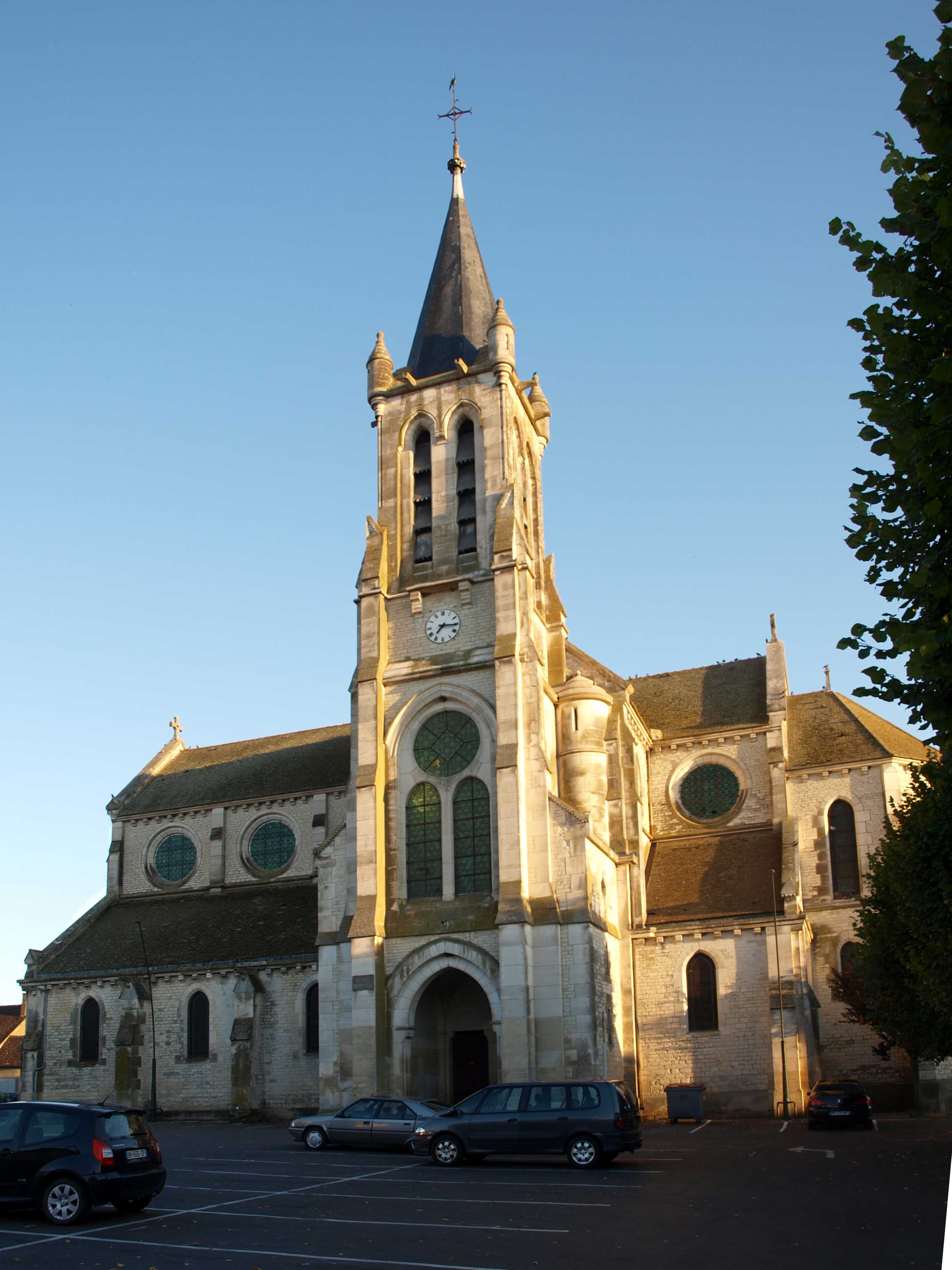
Kirche Saint-Martin
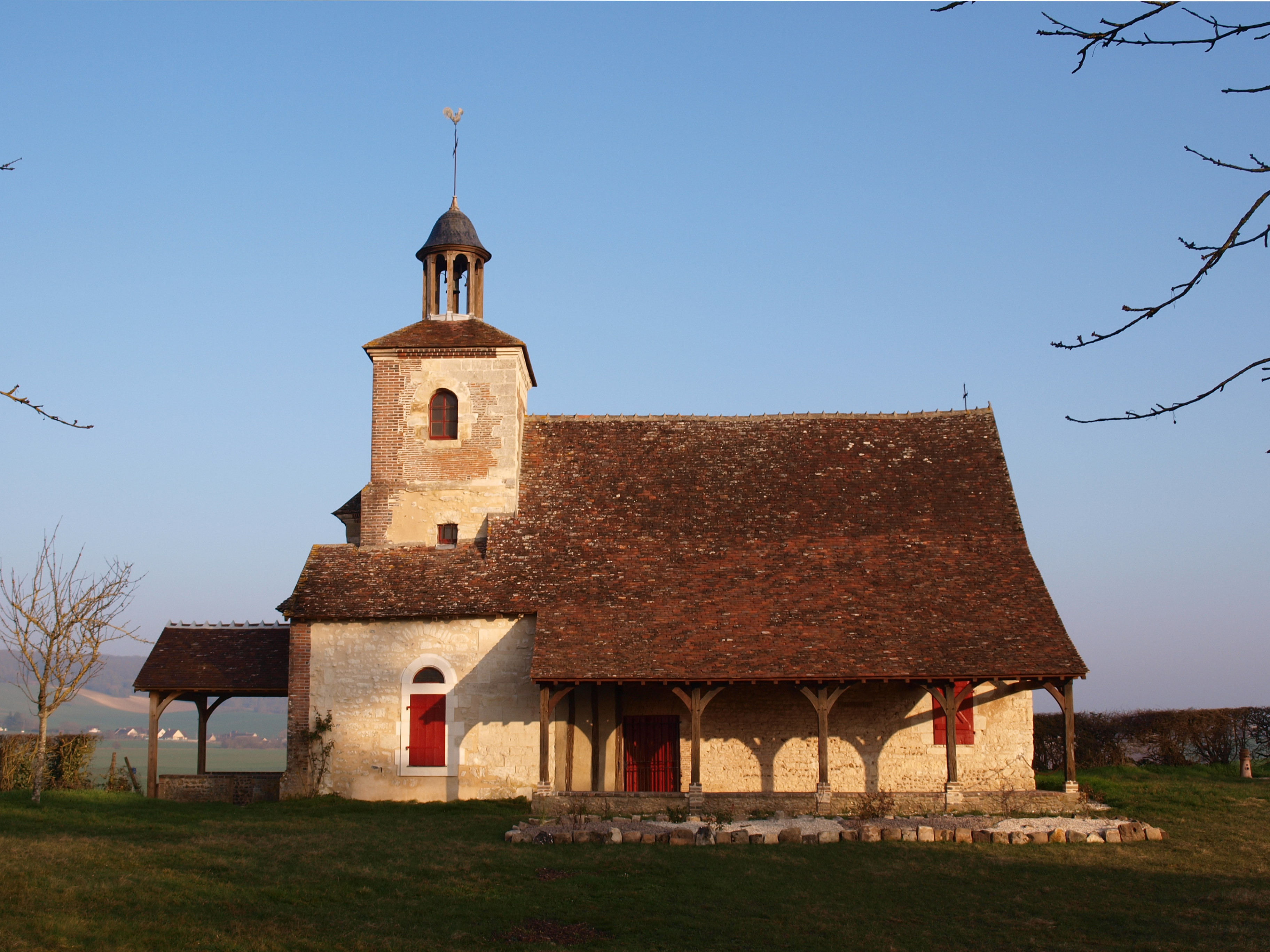
Kapelle Sainte-Anne
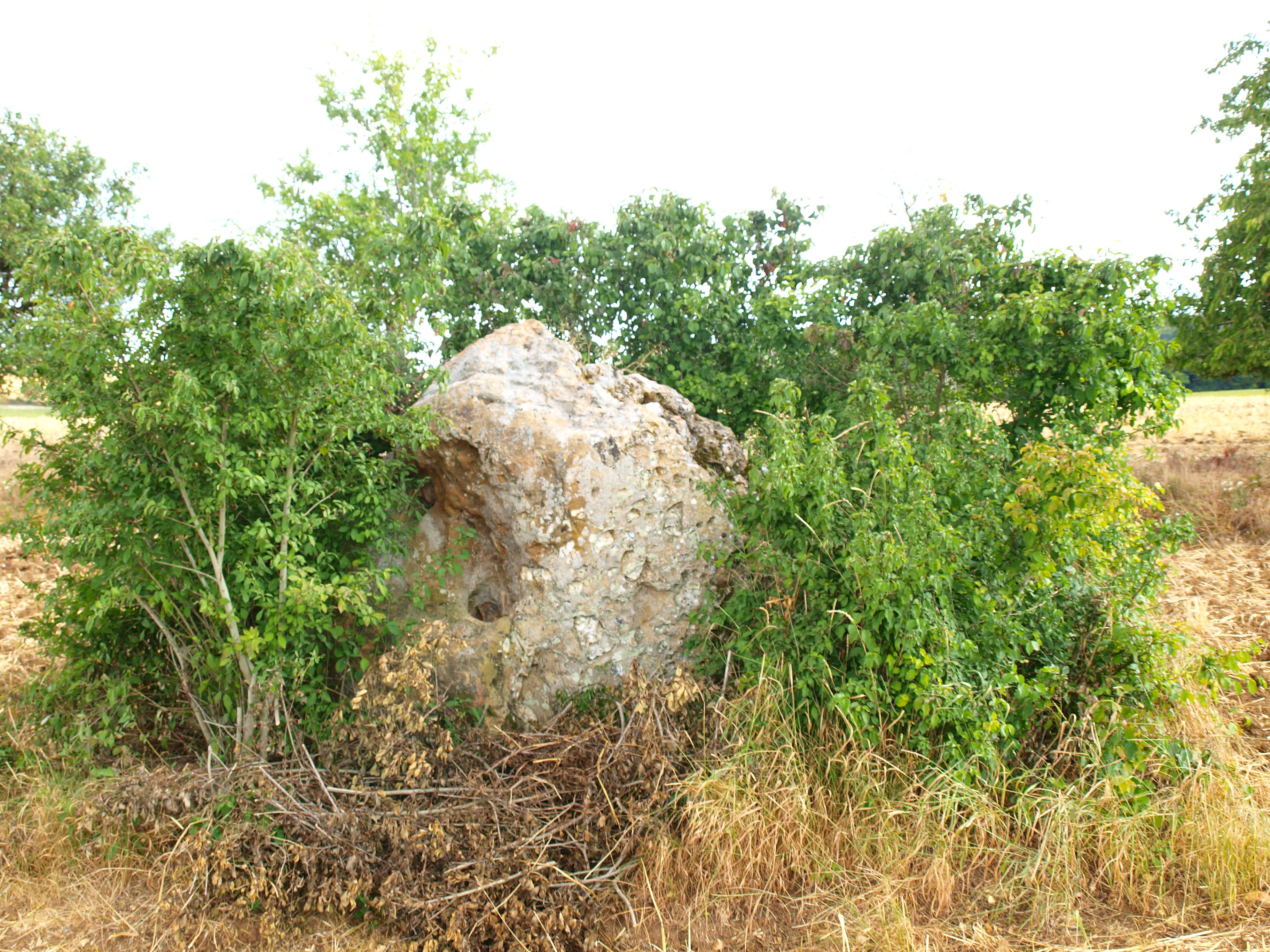
Menhir La Pierre-Fitte